# Star Trek: Voyager temporada 4
La quarta temporada de la sèrie de televisió de ciència-ficció estatunidenca Star Trek: Voyager va començar a emetre's a UPN als Estats Units el 3 de setembre de 1997 i va concloure el 20 de maig de 1998, després d'emetre's 26 episodis. Ambientada al segle XXIV, la sèrie seguia les aventures de la tripulació de la Flota Estel·lar i els Maquis de la nau estel·lar USS Voyager  després de quedar encallats al Quadrant Delta, lluny de la resta de la Federació. La quarta temporada va incloure el debut de la nova membre principal del repartiment Jeri Ryan com a Set de Nou, sobrenomenada Set, i la marxa de Jennifer Lien, que va interpretar Kes  durant les tres primeres temporades de la sèrie. Al final de la temporada, la cocreadora i productora executiva Jeri Taylor es va retirar.
Amb l'addició de Set, una sèrie d'episodis es va centrar en la seva història i la seva relació amb altres personatges. La temporada va començar amb una índex Nielsen del 8,8% per a "L'escorpí", que va ser més alt que qualsevol altre episodi des del pilot. "Inoblidable" va rebre la puntuació més baixa amb un 3,4%.
Els fans van respondre inicialment negativament a l'addició de Ryan al repartiment, cosa que va generar preocupació per l'atractiu sexual de Set, que tenia el potencial d'eclipsar la història. Però després de l'emissió dels episodis, els crítics van aplaudir les habilitats d'actuació de Ryan i el seu paper com a Set, assenyalant que milloraria la qualitat de les històries i de la sèrie en si. Episodis aclamats com  "L'escorpí", "L'any infernal", i "Esperança i por", van portar els crítics a descriure la quarta temporada com una de les millors. L'episodi "Testimoni vivent", dirigit per Tim Russ, va rebre elogis especials de la crítica com un dels millors episodis de tota la sèrie.

## Visió general de la trama
La quarta temporada de Voyager presenta Set de Nou (Set) com a nova membre de la tripulació quan se separa del col·lectiu Borg després que la tripulació ajudi els Borg a derrotar l'Espècie 8472. La capitana Kathryn Janeway fa de mentora de Set i l'ajuda a redescobrir la seva individualitat i la seva humanitat. Kes abandona la nau després que els seus poders augmentin, però empeny la Voyager deu anys més a prop de casa quan marxa. B'Elanna Torres s'enfronta a la seva herència klíngon, mentre que el Doctor s'enfronta als drets dels hologrames sensibles per primera vegada.
Després de la construcció d'un nou laboratori d'Astrometria, la tripulació entra a l'espai Krenim i passa per l'"Any de l'Infern" predit a l'episodi "tercera temporada". Però els esdeveniments d'aquest any es desfan amb la destrucció de la nau del temps Krenim. La «Voyager» continua trobant-se amb els Borg i entra a l'espai Hirogen, establint contacte amb la Flota Estel·lar per primera vegada des que va quedar atrapada al Quadrant Delta. La tripulació és clonada per un líquid platejat intel·ligent en un planeta de classe dimoni i la temporada acaba amb un extraterrestre que busca venjança i intenta enganyar la tripulació amb una nau falsa de la "Flota Estel·lar" que els pot portar a casa a la Terra.

## Repartiment

### Repartiment principal
- Kate Mulgrew com a Capitana Kathryn Janeway
- Robert Beltran com a tinent comandant Chakotay
- Tim Russ com a tinent/tinent comandant Tuvok
- Robert Duncan McNeill com a tinent Tom Paris
- Roxann Dawson com a tinent B'Elanna Torres
- Garrett Wang com a Harry Kim
- Robert Picardo com a El Doctor
- Ethan Phillips com a Neelix
- Jeri Ryan com a Set de Nou

### Repartiment recurrent
- Tarik Ergin com a tinent Ayala
- Erica Lynne Bryan com la jove Annika Hansen
- Alexander Enberg com a Vorik
- Jennifer Lien com a Kes

David Anthony Marshall com a Magnus Hansen
- John Rhys-Davies com a hologràfic Leonardo da Vinci
- Nikki Tyler-Flynn com a Erin Hansen
- Nancy Hower com a Samantha Wildman

## Episodis
| Núm. total | Núm. de la temporada | Títol                                             | Data estel·lar | Direcció               | Guió                                                                                          | Data d'emissió original | Codi de prod. | Espectadors U.S. (milions) |
| --- | -------------------- | ------------------------------------------------- | -------------- | ---------------------- | --------------------------------------------------------------------------------------------- | ----------------------- | ------------- | -------------------------- |
| 69 | 1                    | «L'escorpí: Part II Scorpion»                     | 51003.7        | Winrich Kolbe          | Brannon Braga & Joe Menosky                                                                   | 3 de setembre de 1997   | 40840-169     | 10.28                      |
| Janeway i Tuvok treballen amb els Borg i coneixen Set de Nou mentre col·laboren en el desenvolupament d'una arma contra l'Espècie 8472 a canvi d'un passatge segur a través de l'espai Borg. |                      |                                                   |                |                        |                                                                                               |                         |               |                            |
| 70 | 2                    | «El regal The Gift»                               | 51008          | Anson Williams         | Joe Menosky                                                                                   | 10 de setembre de 1997  | 40840-170     | 8.19                       |
| Les habilitats mentals de Kes es desenvolupen fins a un punt en què posen en perill Voyager mentre el Doctor i la Janeway ajuden lentament Set de Nou a afrontar la separació dels Borg. |                      |                                                   |                |                        |                                                                                               |                         |               |                            |
| 71 | 3                    | «El dia de l'honor Day of Honor»                  | Unknown        | Jesús Salvador Treviño | Jeri Taylor                                                                                   | 17 de setembre de 1997  | 40840-172     | 6.60                       |
| B'Elanna intenta observar el Dia d'Honor Klingon després que es perdi el nucli de curvatura. |                      |                                                   |                |                        |                                                                                               |                         |               |                            |
| 72 | 4                    | «Nèmesi Nemesis»                                  | 51082.4        | Alexander Singer       | Kenneth Biller                                                                                | 24 de setembre de 1997  | 40840-171     | 6.45                       |
| Chakotay ajuda a lluitar en una guerra alienígena. |                      |                                                   |                |                        |                                                                                               |                         |               |                            |
| 73 | 5                    | «Reacció Revulsion»                               | 51186.2        | Kenneth Biller         | Lisa Klink                                                                                    | 1 d'octubre de 1997     | 40840-173     | 7.49                       |
| Un holograma contacta amb la Voyager i el Doctor està emocionat de conèixer un altre holograma. |                      |                                                   |                |                        |                                                                                               |                         |               |                            |
| 74 | 6                    | «El corb The Raven»                               | Unknown        | LeVar Burton           | Història de : Bryan Fuller & Harry Kloor Guió de : Bryan Fuller                               | 8 d'octubre de 1997     | 40840-174     | 6.96                       |
| Set de Nou experimenta flashbacks Borg mentre intenta esdevenir més humana. |                      |                                                   |                |                        |                                                                                               |                         |               |                            |
| 75 | 7                    | «Mètode científic Scientific Method»              | 51244.3        | David Livingston       | Història de : Sherry Klein & Harry Kloor Guió de : Lisa Klink                                 | 29 d'octubre de 1997    | 40840-175     | 6.76                       |
| La tripulació té malalties inexplicables, alhora que són observats de prop per intrusos invisibles |                      |                                                   |                |                        |                                                                                               |                         |               |                            |
| 76 | 8                    | «L'any infernal: Part I Year of Hell»             | 51268.4        | Allan Kroeker          | Brannon Braga & Joe Menosky                                                                   | 5 de novembre de 1997   | 40840-176     | 6.43                       |
| La Voyager crea un nou laboratori d'astrometria, que mapeja un nou curs que els posa en contacte amb una nau temporal Krenim que pot esborrar coses de la història. |                      |                                                   |                |                        |                                                                                               |                         |               |                            |
| 77 | 9                    | «L'any infernal: Part II Year of Hell»            | 51425.4        | Mike Vejar             | Brannon Braga & Joe Menosky                                                                   | 12 de novembre de 1997  | 40840-177     | 8.06                       |
| Una «Voyager» molt malmesa s'amaga en una nebulosa mentre una tripulació mínima intenta reparacions; mentrestant, el comandant Krenim proposa un compromís a Chakotay i Tom Paris. |                      |                                                   |                |                        |                                                                                               |                         |               |                            |
| 78 | 10                   | «Pensaments violents Random Thoughts»             | 51367.2        | Alexander Singer       | Kenneth Biller                                                                                | 19 de novembre de 1997  | 40840-178     | 6.89                       |
| Torres és arrestada mentre visita un món de telèpates on els pensaments violents són un delicte. |                      |                                                   |                |                        |                                                                                               |                         |               |                            |
| 79 | 11                   | «Sobre el vol Concerning Flight»                  | 51386.4        | Jesús Salvador Treviño | Història de : Jimmy Diggs & Joe Menosky Guió de : Joe Menosky                                 | 26 de novembre de 1997  | 40840-179     | 6.38                       |
| Uns extraterrestres roben diversos components clau de la Voyager, que es recuperen amb l'ajuda d'un Leonardo da Vinci hologràfic. |                      |                                                   |                |                        |                                                                                               |                         |               |                            |
| 80 | 12                   | «Espiral mortal Mortal Coil»                      | 51449.2        | Allan Kroeker          | Bryan Fuller                                                                                  | 17 de desembre de 1997  | 40840-180     | 5.11                       |
| Neelix mor en un intent de prendre mostres de protomatèria d'una nebulosa. Set de Nou l'ajuda a reanimar-lo utilitzant nanosondas Borg, però Neelix, que no té cap record d'una vida després de la mort, experimenta una crisi espiritual.                                                         |                      |                                                   |                |                        |                                                                                               |                         |               |                            |
| 81 | 13                   | «Moments en vetlla Waking Moments»                | 51471.3        | Alexander Singer       | André Bormanis                                                                                | 14 de gener de 1998     | 40840-182     | 3.70                       |
| La tripulació queda atrapada en un malson compartit generat per tecnologia alienígena. Només Chakotay, a través de les seves capacitats espirituals dels Natius americans, els pot salvar. |                      |                                                   |                |                        |                                                                                               |                         |               |                            |
| 82 | 14                   | «Missatge dins d'una ampolla Message in a Bottle» | 51462          | Nancy Malone           | Història de : Rick Williams Guió de : Lisa Klink                                              | 21 de gener de 1998     | 40840-181     | 5.85                       |
| El programa del Doctor s'envia a una nau avançada de la Flota Estel·lar a través d'una vasta xarxa de comunicacions antiga, però aviat descobreix que només ell i l'EMH de la nau queden per lluitar contra els romulans que s'han apoderat de la nau i intenten tornar a l'espai romulà amb ella. |                      |                                                   |                |                        |                                                                                               |                         |               |                            |
| 83 | 15                   | «Caçadors Hunters»                                | 51501.4        | David Livingston       | Jeri Taylor                                                                                   | 11 de febrer de 1998    | 40840-183     | 5.32                       |
| Cartes a casa i del Comandament de la Flota Estel·lar són retingudes en una estació de retransmissió Hirogen i Janeway es dirigeix a recuperar-les. |                      |                                                   |                |                        |                                                                                               |                         |               |                            |
| 84 | 16                   | «Presa Prey»                                      | 51652.3        | Allan Eastman          | Brannon Braga                                                                                 | 18 de febrer de 1998    | 40840-184     | 5.47                       |
| La Voyager rescata un supervivent d'Hirogen que els diu que un nou tipus de presa està solta. |                      |                                                   |                |                        |                                                                                               |                         |               |                            |
| 85 | 17                   | «Records Retrospect»                              | 51658.2        | Jesús Salvador Treviño | Història de : Andrew Shepard Price & Mark Gaberman Guió de : Bryan Fuller & Lisa Klink        | 25 de febrer de 1998    | 40840-185     | 6.03                       |
| Després d'experimentar al·lucinacions inquietants, Set de Nou és hipnotitzada pel Doctor, l'anàlisi del qual revela que un comerciant podria haver extret tecnologia Borg de Set sense el seu consentiment.                                                                                        |                      |                                                   |                |                        |                                                                                               |                         |               |                            |
| 8687 | 1819                 | «El joc de matar The Killing Game»                | 51715.2        | David Livingston       | Brannon Braga & Joe Menosky                                                                   | 4 de març de 1998       | 40840-186/187 | 6.30                       |
| Els Hirogen implanten dispositius a la tripulació fent-los creure que són personatges dins de les holocobertes que s'utilitzen per a caceres, una de les quals està ambientada a França durant la Segona Guerra Mundial.                                                                           |                      |                                                   |                |                        |                                                                                               |                         |               |                            |
| 88 | 20                   | «Cara a cara Vis à Vis»                           | 51762.4        | Jesús Salvador Treviño | Robert Doherty                                                                                | 8 d'abril de 1998       | 40840-188     | 4.22                       |
| De sobte apareix una llançadora alienígena amb un prototip de sistema de propulsió i necessita ajuda. Paris està inquiet i s'ofereix voluntari per ajudar el pilot, Steth, a reparar la llançadora.                                                                                                |                      |                                                   |                |                        |                                                                                               |                         |               |                            |
| 89 | 21                   | «La directriu Omega The Omega Directive»          | 51781.2        | Victor Lobl            | Història de : Jimmy Diggs & Steve J. Kay Guió de : Lisa Klink                                 | 15 d'abril de 1998      | 40840-189     | 5.27                       |
| Janeway compleix la Directriu Omega, una ordre per destruir molècules Omega, fins i tot si això significa violar la Primera Directiva. |                      |                                                   |                |                        |                                                                                               |                         |               |                            |
| 90 | 22                   | «Inoblidable Unforgettable»                       | 51813.4        | Andrew Robinson        | Greg Elliot & Michael Perricone                                                               | 22 d'abril de 1998      | 40840-190     | 4.67                       |
| Una dona alienígena d'una nau camuflada pregunta per Chakotay pel seu nom i sol·licita asil a la Voyager per la seva gent. |                      |                                                   |                |                        |                                                                                               |                         |               |                            |
| 91 | 23                   | «Testimoni vivent Living Witness»                 | Desconegut     | Tim Russ               | Història de : Brannon Braga Guió de : Bryan Fuller & Brannon Braga & Joe Menosky              | 29 d'abril de 1998      | 40840-191     | 5.57                       |
| Un conservador d'un museu kyrian, 700 anys en el futur, espera que una relíquia de la "Voyager" que conté una còpia del Doctor pugui confirmar la seva versió de la història |                      |                                                   |                |                        |                                                                                               |                         |               |                            |
| 92 | 24                   | «Dimoni Demon»                                    | Unknown        | Anson Williams         | Història de : André Bormanis Guió de : Kenneth Biller                                         | 6 de maig de 1998       | 40840-192     | 5.53                       |
| Tom Paris i Harry Kim agafen una llançadora fins a un planeta extremadament inhòspit per obtenir combustible. |                      |                                                   |                |                        |                                                                                               |                         |               |                            |
| 93 | 25                   | «Una One»                                         | 51929.3        | Kenneth Biller         | Jeri Taylor                                                                                   | 13 de maig de 1998      | 40840-193     | 5.40                       |
| Set de Nou s queda sol a la Voyager quan la radiació mortal d'una nebulosa obliga la resta de la tripulació a romandre en hipersomni i el programa hologràfic del Doctor s'interromp. |                      |                                                   |                |                        |                                                                                               |                         |               |                            |
| 94 | 26                   | «Esperança i por Hope and Fear»                   | 51978.2        | Winrich Kolbe          | Història de : Rick Berman & Brannon Braga & Joe Menosky Guió de : Brannon Braga & Joe Menosky | 20 de maig de 1998      | 40840-194     | 6.18                       |
| Paris i Neelix tornen d'una missió amb un passatger anomenat Arturis que coneix més de 4.000 idiomes. Aconsegueix desxifrar un missatge de la Flota Estel·lar que podria conduir a un camí a casa.                                                                                                 |                      |                                                   |                |                        |                                                                                               |                         |               |                            |

## Producció

### Càsting

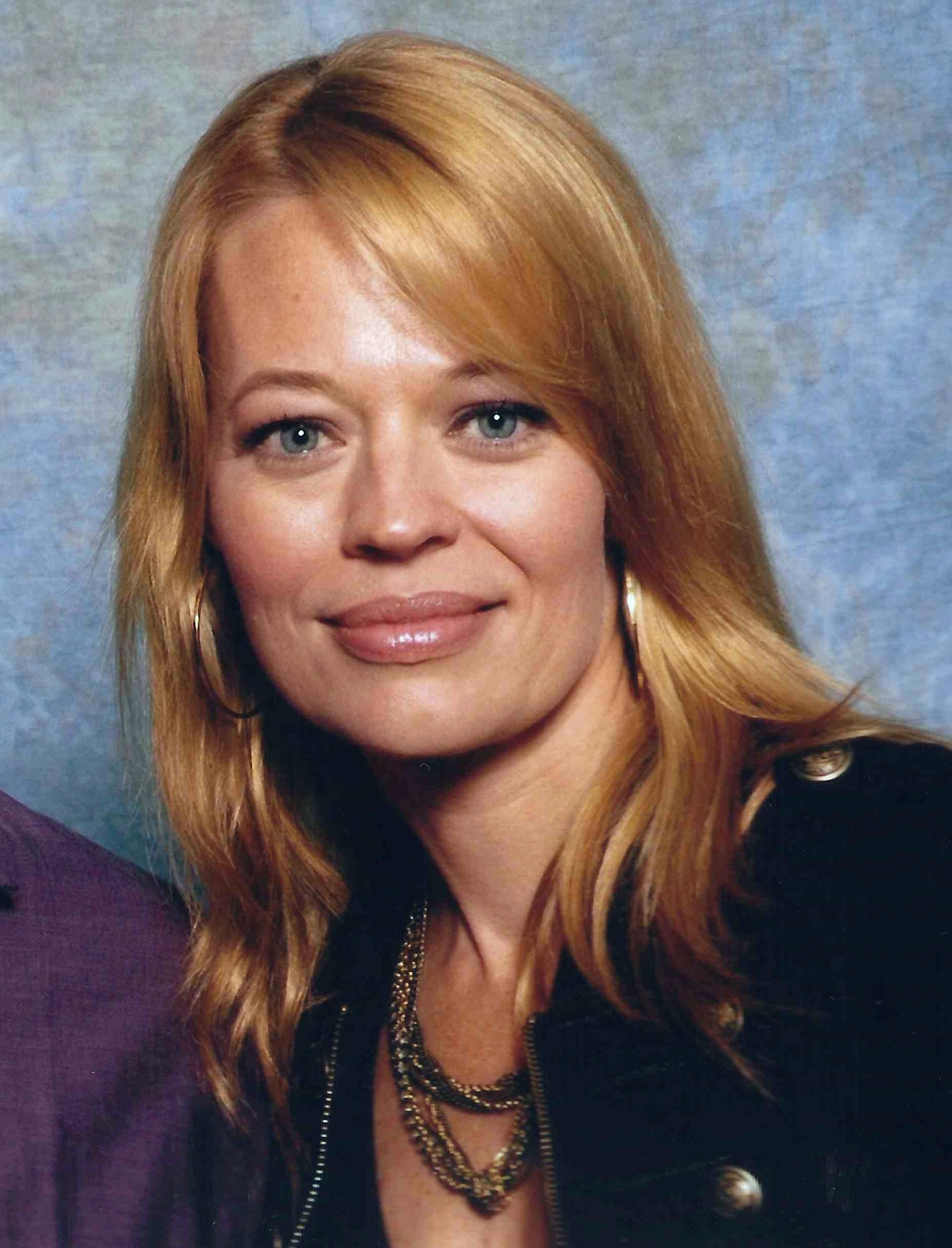
Jeri Ryan es va unir al repartiment principal com el nou personatge, Sete de Nou.

Es va dur a terme un procés d'audició per a Set de Nou (Set), un nou personatge de la quarta temporada. Jeri Ryan va assistir a lectures i va ser escollida per al paper. Anteriorment havia aparegut a la sèrie de televisió de ciència-ficció Dark Skies a NBC, i va trobar divertit el canvi de personatges. "Lluitava contra el col·lectiu, el Rusc a Dark Skies. Ara formo part del col·lectiu, els Borg", va remarcar. Ryan va descriure Set com "un personatge fosc, més fort i més més contundent que molts personatges femenins de Star Trek fins ara." La reacció inicial dels fans a Set va ser mixta. Alguns fans van acusar la sèrie d'afegir-la per atraure més públic masculí d'entre 18 i 35 anys, cosa que el coproductor executiu Brannon Braga va negar.
El vestit original Borg que Ryan portava durant la segona part de "L'escorpí" va trigar aproximadament dues hores i mitja a aplicar-se'l. Quan es va mesurar a Ryan per primera vegada per al vestit, els dissenyadors de vestuari no van tenir en compte la pròtesi de cap completa necessària per al primer i segon episodi de la temporada. A causa d'aquest error de mesura, el vestit va tallar l'artèria caròtida de Ryan, fent que es desmaiés. Després que es cridés dues vegades a una infermera per subministrar-li oxigen, es va modificar el vestit per evitar que tornés a passar.
Va caldre fer un nou vestit per a Ryan un cop a Set li van treure la majoria dels implants Borg. Va portar una nova granota platejada durant els següents episodis. Durant el rodatge de l'episodi "El dia de l'honor", el director Jesús Salvador Treviño va criticar el vestit, dient que "gairebé qualsevol angle de càmera inevitablement acaba emfatitzant la seva sexualitat". Ryan va descriure el nou vestit com "una mica ajustat"; portava un dispositiu semblant a una cotilla que li donava l'aspecte de costelles mecàniques. Treviño va elogiar el tercer vestit de Ryan, que va substituir la granota platejada, i va assenyalar com reduïa les seves característiques sexuals: "És molt més assenyat, perquè encara és una persona atractiva, però després t'allunyes d'aquella cosa de la titilació que crec que és tan degradant no sols per al públic, sinó que és una mica degradant per al que tracta Star Trek".
La quarta temporada també va veure la marxa de Jennifer Lien com a Kes després que no es renovés el seu contracte. Lien va aparèixer als dos primers episodis de la temporada abans de ser escrita. Braga va dir que el personatge no estava treballant a la sèrie i que havien de fer lloc a Ryan al repartiment. Lien va repetir més tard el seu paper com a Kes a l'episodi de la sisena temporada "Fury". Robert Picardo pensava que els guionistes eren en part responsables dels problemes amb el personatge de Lien a causa de les limitacions que van imposar a Kes en el concepte original de "Voyager". Com a membre de l'espècie Ocampa, per exemple, a Kes només se li permetia una vida curta de nou anys. Tim Russ, que interpreta Tuvok, va descriure la sortida de Kes de la sèrie com a "graciosa" i "commovedora".

### Guió

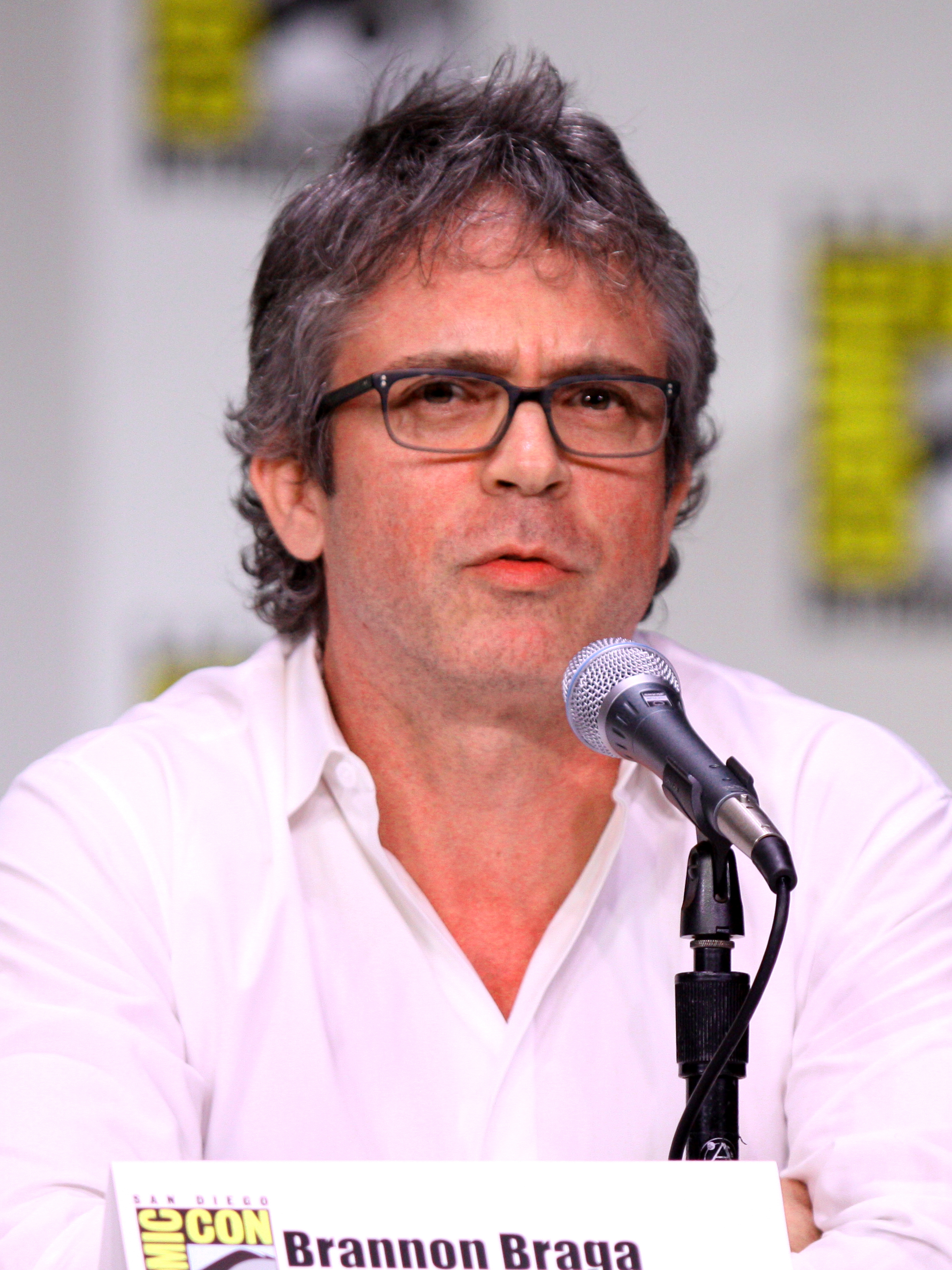
Brannon Braga es va convertir en coproductor executiu de Voyager per a la quarta temporada.

Michael Piller havia deixat l'equip de Voyager un any abans al començament de la tercera temporada per treballar en altres projectes, deixant Jeri Taylor com a productora executiva. Brannon Braga va ser promocionat a coproductor executiu al començament de la quarta temporada després que Taylor intentés reduir la seva participació a la sèrie. Braga es va unir originalment a la franquícia quan era becari a Star Trek: La nova generació; Va escriure més de 40 episodis, així com Star Trek: Generations (1994) i Star Trek: First Contact (1996). Després que Taylor deixés la sèrie al final de la temporada, Braga es va convertir en el director executiu productor.
Amb la incorporació de Set a l'equip, els guionistes van incorporar la història del personatge a la sèrie. "El corb" explora com Set va arribar al quadrant Delta, mentre que diversos episodis mostren Set redescobrint la seva humanitat. Set també va aportar una visió externa de la humanitat que anteriorment havia estat absent a Voyager. Aquesta perspectiva externa es va utilitzar anteriorment a la franquícia, amb els papers de Spock a Star Trek, Data a Star Trek: La nova generació, així com Odo a Star Trek: Deep Space Nine. Russ va sentir que la majoria dels episodis durant la quarta temporada es van concentrar en el nou personatge de Set.
Els guionistes també van introduir les relacions entre la tripulació de la Voyager, centrant-se en desenvolupar la connexió entre Tom Paris i B'Elanna Torres, Tuvok i Neelix, i Kathryn Janeway i Chakotay. Tant Russ com Kate Mulgrew creien que el guió va millorar durant la quarta temporada.

## Recepció

### Qualificacions
La temporada va començar amb una índex Nielsen del 8,8 per cent per a la segona part de "L'escorpí" quan es va emetre el 3 de setembre de 1997. Un índex Nielsen del 8,8 per cent significa que l'episodi va ser vist pel 8,8 per cent dels que miraven la televisió en el moment de l'emissió. Aquesta va ser la qualificació més alta de la sèrie des d' "El Guardià", l'episodi pilot original. Les qualificacions d' "El regal", el segon episodi de la quarta temporada, van baixar al 5,6%. Tanmateix, només dos altres episodis durant la quarta temporada van tenir qualificacions del 5% o superior, amb "Reacció" i la segona part de "L'any de l'infern" obtenint qualificacions del 5% i el 5,2% respectivament. "Inoblidable" va rebre la qualificació més baixa de la temporada amb un 3,4%. La temporada va tancar amb "Esperança i por", que va rebre una qualificació Nielsen del 4,1%.
La sèrie va seguir sent el programa amb més audiència d'UPN. El setembre de 1997, Dean Valentine, el nou cap de la cadena, va prometre augmentar la promoció del programa. El novembre de 1997, Voyager va intercanviar franges horàries amb The Sentinel, passant de les 21:00 a les 20:00. La franja horària es va canviar perquè Voyager va rebre audiències més altes. S'esperava que l'intercanvi tingués un efecte introductori a "The Sentinel". Aquest canvi de franja horària va situar "Voyager" en competència directa contra 3rd Rock from the Sun a NBC, The Drew Carey Show a ABC i Party of Five a Fox. Tanmateix, els proveïdors locals van començar a canviar d'UPN a The WB a principis de 1998, i els índexs d'audiència van patir. Per combatre aquest problema, la sèrie es va tornar a traslladar a les 21:00. a partir de maig.

### Ressenyes
Alguns membres de la comunitat en línia de «Star Trek» es van queixar de l'addició de Set de Nou (Set) a la sèrie abans de l'estrena de la temporada, referint-se a «Voyager» com a «Melrose Space». El sobrenom va fer gràcia a Ryan, que esperava guanyar-se el favor dels fans de base durant el transcurs de la temporada. Un cop els episodis van començar a emetre'l per primera vegada, el personatge de Ryan va augmentar en popularitat entre els fans. Dos mesos després de l'inici de la temporada, Ryan va assistir a la seva primera convenció de ciència-ficció; Va quedar aclaparada per la resposta dels fans. Els crítics van atribuir la presència de Set a Voyager com una millora significativa, i el Seattle Post-Intelligencer va concloure que Voyager havia "finalment... trobat el seu ritme". Escrivint per a Dreamwatch, Gary Russell va dir que el personatge de Ryan va funcionar bé a la temporada des de la seva primera aparició. Tanmateix, el Boston Herald va argumentar que la sèrie havia canviat la "ciència-ficció per l'atractiu sexual" durant la quarta temporada, però va reconèixer que Ryan era una bona actriu. Va donar a la temporada tres de cinc estrelles en el moment del llançament del DVD.
En una ressenya de "L'escorpí, Part II", el primer episodi de la quarta temporada, Tony Norman del Pittsburgh Post-Gazette va assenyalar diversos elements nous. L'episodi, segons Norman, va establir el primer debat ideològic entre Janeway i Chakotay des del pilot de la sèrie original. Norman també va assenyalar que el nou personatge de Set crearia una "font de tensió" i "infondria la sèrie amb la intensitat que necessita desesperadament". Norman va argumentar que l'addició d'un borg com a membre de la tripulació va ser el mateix tipus de "moviment agosarat" que va ocórrer quan es va afegir Worf a l'USS Enterprise a Star Trek: La nova generació.
Escrivint per a Den of Geek, Juliette Harrisson va descriure la quarta temporada com la millor de la sèrie. Va elogiar la introducció de Set com una oportunitat per a personatges existents, com ara Tuvok. Harrisson va destacar diversos dels episodis de la temporada, assenyalant "Testimoni vivent" com a candidat al millor de tota la sèrie. Va criticar "Espiral mortal" i "Records" per concentrar-se massa en la relació entre Set i Janeway, en detriment d'altres personatges.
Al lloc web Blastr, Lisa Granshaw va incloure "L'escorpí", "L'any infernal", "Testimoni vivent" i "Esperança i por en una llista no ordenada dels deu millors episodis de Voyager.
El 2019, CBR va qualificar la temporada 4 de Star Trek: Voyager com la vuitena millor temporada de totes les temporades de Star Trek fins aleshores, destacant la introducció del personatge Set de Nou (interpretat per Jeri Ryan).

### Reconeixements
La sèrie va ser nominada a dos Premis Emmy després de la quarta temporada: "L'any infernal" va ser nominada als Millors Efectes Visuals Especials per a una Sèrie, mentre que "El joc de matar" va rebre una nominació al Millor Perruqueria per a una Sèrie.  Kate Mulgrew va guanyar el Premi Saturn a la millor actriu de televisió per la seva actuació com a capitana Janeway. El Premi Satellite a la millor actuació d'una actriu en una sèrie de televisió – Drama va ser atorgat a Jeri Ryan als 3rs Premis Satellite d'Or.

## Estrena en mitjans domèstics
| Star Trek: Voyager – Temporada 4 | | | | | | | | |
| Detalls | Detalls | Detalls | Detalls | Característiques especials | Característiques especials | Característiques especials | Característiques especials | |
| - 26 episodis - Conjunt de 7 discs - Relació d'aspecte 1.33:1 - Subtítols: danès, alemany, anglès, castellà, francès, italià, neerlandès, noruec, suec, anglès per a persones amb discapacitat auditiva - Anglès (Dolby Digital 5.1 Surround), alemany, castellà, francès i italià (Dolby Digital 2.0 Surround) | - 26 episodis - Conjunt de 7 discs - Relació d'aspecte 1.33:1 - Subtítols: danès, alemany, anglès, castellà, francès, italià, neerlandès, noruec, suec, anglès per a persones amb discapacitat auditiva - Anglès (Dolby Digital 5.1 Surround), alemany, castellà, francès i italià (Dolby Digital 2.0 Surround) | - 26 episodis - Conjunt de 7 discs - Relació d'aspecte 1.33:1 - Subtítols: danès, alemany, anglès, castellà, francès, italià, neerlandès, noruec, suec, anglès per a persones amb discapacitat auditiva - Anglès (Dolby Digital 5.1 Surround), alemany, castellà, francès i italià (Dolby Digital 2.0 Surround) | - 26 episodis - Conjunt de 7 discs - Relació d'aspecte 1.33:1 - Subtítols: danès, alemany, anglès, castellà, francès, italià, neerlandès, noruec, suec, anglès per a persones amb discapacitat auditiva - Anglès (Dolby Digital 5.1 Surround), alemany, castellà, francès i italià (Dolby Digital 2.0 Surround) | - Braving the Unknown: Season Four - Time Capsule: Seven of Nine - Time Capsule: Harry Kim - The Birth of Species 8472 - The Art of Alien Worlds - Galeria de fotos - Previsualització de Trekkies 2 | - Braving the Unknown: Season Four - Time Capsule: Seven of Nine - Time Capsule: Harry Kim - The Birth of Species 8472 - The Art of Alien Worlds - Galeria de fotos - Previsualització de Trekkies 2 | - Braving the Unknown: Season Four - Time Capsule: Seven of Nine - Time Capsule: Harry Kim - The Birth of Species 8472 - The Art of Alien Worlds - Galeria de fotos - Previsualització de Trekkies 2 | - Braving the Unknown: Season Four - Time Capsule: Seven of Nine - Time Capsule: Harry Kim - The Birth of Species 8472 - The Art of Alien Worlds - Galeria de fotos - Previsualització de Trekkies 2 | - Braving the Unknown: Season Four - Time Capsule: Seven of Nine - Time Capsule: Harry Kim - The Birth of Species 8472 - The Art of Alien Worlds - Galeria de fotos - Previsualització de Trekkies 2 |
| Dates de llançament | | | | | | | | |
| DVD | | | | | | | | |
| Regió 1 | Regió 1 | Regió 1 | Regió 1 | Regió 2 | Regió 2 | Regió 2 | Regió 2 | |
| 28 de setembre de 2004 | 28 de setembre de 2004 | 28 de setembre de 2004 | 28 de setembre de 2004 | 1 de novembre de 2004 24 de setembre de 2007 (re-llançament) | 1 de novembre de 2004 24 de setembre de 2007 (re-llançament) | 1 de novembre de 2004 24 de setembre de 2007 (re-llançament) | 1 de novembre de 2004 24 de setembre de 2007 (re-llançament) | |